# Melaminplast
Melaminplast, melaminharpiks eller  melaminformaldehyd (også forkortet til melamin) er en hård plast lavet af melamin og formaldehyd ved polymerisation. Melaminplast blev først opdaget af William F. Talbot.

## Anvendelser
Melaminplast anvendes ofte i køkkengrej og tallerkener. Melaminplast kan ikke tåle at komme i mikrobølgeovnen.